# Alberto Edjogo-Owono
Alberto Edjogo-Owono Montalbán (Sabadell, 21 aprile 1984) è un ex calciatore spagnolo naturalizzato equatoguineano, di ruolo attaccante.
Anche suo fratello Juvenal è calciatore.